# Барбара Гессенська
Барбара Гессенська (нім. Barbara von Hessen; 8 квітня 1536 — 8 червня 1597) — аристократка XVI століття з Гессенського дому, донька ландграфа Гессену Філіпа I та саксонської принцеси Крістіни, дружина графа Монбельяру Георга I, а після його смерті — графа Вальдек-Вільдунгену Даніеля.

## Біографія
Народилась 8 квітня 1536 року у Касселі. Була п'ятою дитиною та третьою донькою в родині ландграфа Гессену Філіпа I та його першої офіційної дружини Крістіни Саксонської. Мала старших сестер Агнесу й Анну та брата Вільгельма. Ще один брат помер немовлям до її народження. Згодом сімейство поповнилося п'ятьма молодшими дітьми. Втім, з 2-річного віку Барбара виховувалась у замку Рохліц тіткою Єлизаветою Саксонською, яка не мала власних дітей.
Батько у 1547 році в ході Шмалькальденської війни потрапив у полон та кілька років перебував в ув'язненні в Іспанських Нідерландах. Матір і старший брат взяли на себе керування ландграфством. Крістіна пішла з життя навесні 1549 року. Барбарі на той час було 13 років. Деякий час вона провела в Амберзі у сестри Анни, яка була одружена із пфальцграфом Цвайбрюкену. У 1552 році батько повернувся з полону.
У віці 19 років була видана заміж за 57-річного графа Монбельяру Георга I з Вюртемберзького дому. Весілля пройшло 10 вересня 1555 у Райхенвайлері. У подружжя народилося троє дітей. Мешкало сімейство у палаці Монбельяру. Також мали замок у Горбурзі. Коли Барбара була вагітна донькою, Георг помер, не доживши до 3-ї річниці весілля. Невдовзі після пологів графиня переїхала до свого удовиного замку у Райхенвайлері. Незважаючи на кількох призначених опікунів, продовжила займатись вихованням дітей.
Після невдалих спроб одружитися із богемським шляхтичем Вілемом з Рожмберку та графом Поппо де Геннебергом у 1560 та 1561 роках, Барбара, в умовах зростаючої ізоляції, впала у меланхолію, яка чергувалася зі спалахами гніву, через що дітей у неї забрали. У 1565—1566 роках від гофмейстера Якоба Труксесс фон Райнфельден народила двох дітей, які були взяти під опіку. Коли про це стало відомо, радники Вюртембергу вислали жінку до Гессену, викликавши роздратування її батька та невісток у Касселі та Марбурзі. Лише після смерті ландграфа Філіпа братові Вільгельму вдалося влаштувати її долю через шлюб із графом Даніелем Вальдекським. Ймовірно, молоді люди зустрілися на похороні Філіпа Гессенського.

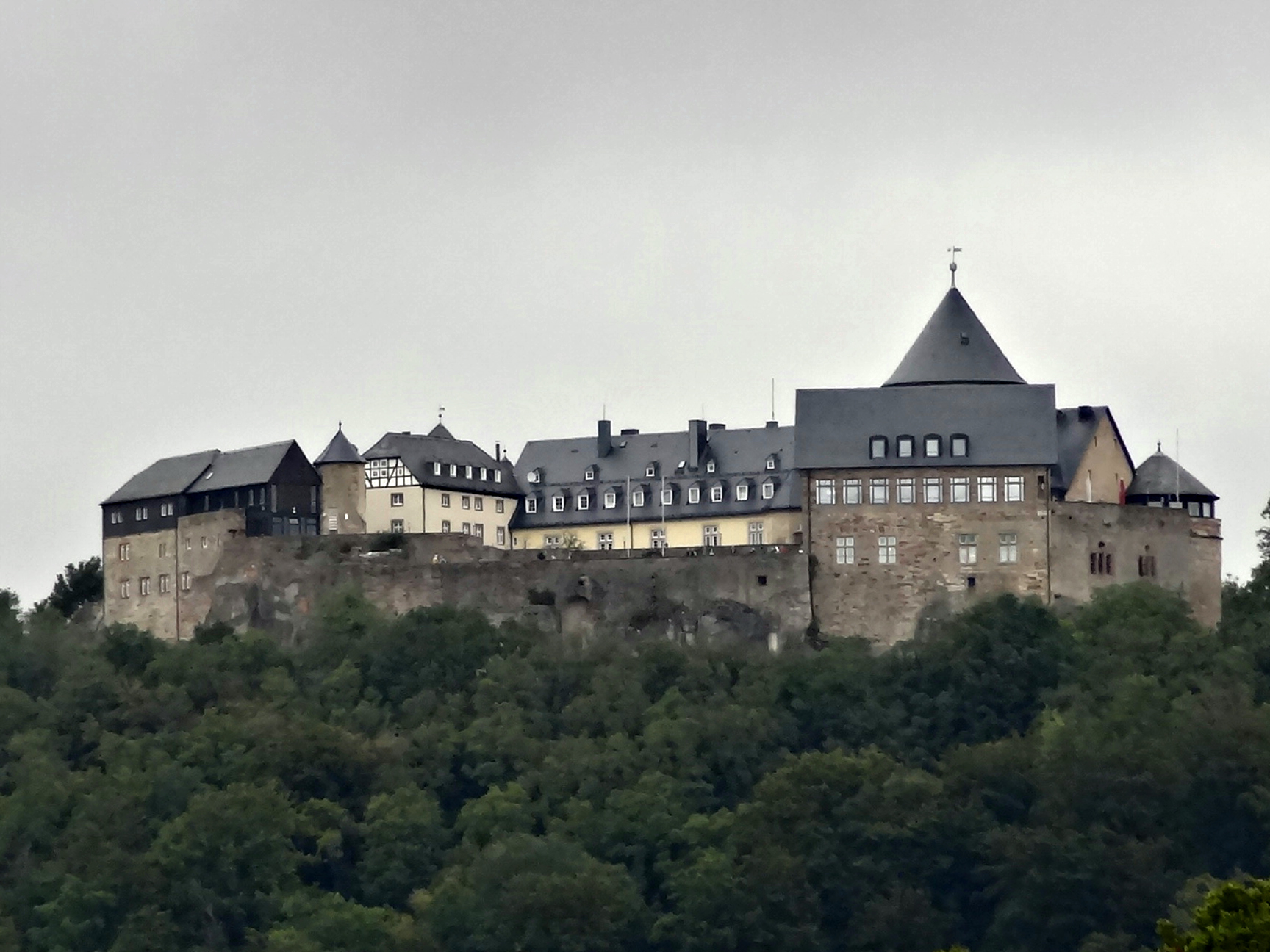
Вальдекський замок

У віці 32 років Барбара стала дружиною 38-річного графа Вальдекського. Весілля відбулося 11 листопада 1568 у Касселі. Наречений був другим сином правителя Вальдеку Філіпа IV. Шлюб був негармонійним і виявився бездітним.
У 1574 році Даніель, після смерті батька та старшого брата, став графом Вальдек-Вільдунгену, отримавши місто й амт Наумбург і половину амту Вальдек із Вальдекським замком. За його правління замок був розширений, на сходовій вежі дотепер збереглися герби його та Барбари.
Граф пішов з життя у червні 1577 року, після чого Барбара пожертвувала значні кошти різним церквам. Графиня залишила собі Вальдекський замок як удовину резиденцію та примирилася із гессенськими родичами. Решту життя була відома як турботлива матір країни.
Пережила другого чоловіка на двадцять років і померла 8 червня 1597 у Вальдекському замку. Була похована поруч із ним у каплиці Святого Миколая колишнього монастиря Марієнталь у Неце.

## Родина

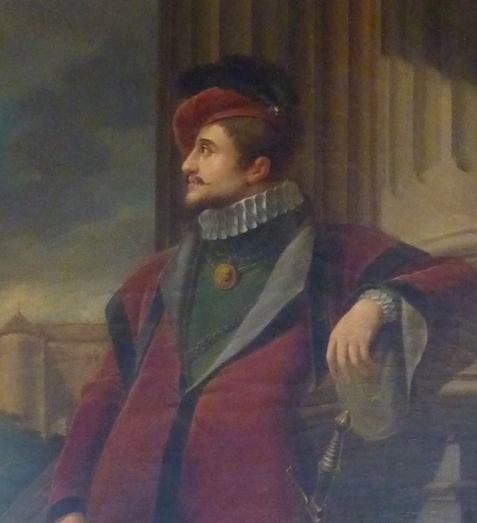
Портрет Георга I

Чоловік — Георг I
Діти:
- Ульріх (1556—1557) — прожив 8 місяців;
- Фрідріх (1557—1608) — граф Монбельяру у 1558—1608 роках, герцог Вюртембергу у 1593—1608 роках, був одружений з ангальтською принцесою Сибіллою, мав п'ятнадцятеро дітей;
- Єва Крістіна (1558—1575) — одружена не була, дітей не мала.